# Liste der Baudenkmale in Oldenburg (Oldb) – Lange Straße
In der Liste der Baudenkmale in Oldenburg (Oldb) – Lange Straße stehen alle Baudenkmale der Lange Straße in Oldenburg (Oldb). Der Stand der Liste ist das Jahr 2022.

## Allgemein
In den Spalten befinden sich folgende Informationen:
- Lage: die Adresse des Baudenkmales und die geographischen Koordinaten. Kartenansicht, um Koordinaten zu setzen. In der Kartenansicht sind Baudenkmale ohne Koordinaten mit einem roten Marker dargestellt und können in der Karte gesetzt werden. Baudenkmale ohne Bild sind mit einem blauen Marker gekennzeichnet, Baudenkmale mit Bild mit einem grünen Marker.
- Bezeichnung: Bezeichnung des Baudenkmales
- Beschreibung: die Beschreibung des Baudenkmales. Unter § 3 Abs. 2 NDSchG werden Einzeldenkmale und unter § 3 Abs. 3 NDSchG Gruppen baulicher Anlagen und deren Bestandteile ausgewiesen.
- ID: die Objekt-ID des Baudenkmales
- Bild: ein Bild des Baudenkmales, ggf. zusätzlich mit einem Link zu weiteren Fotos des Baudenkmals im Medienarchiv Wikimedia Commons. Wenn man auf das Kamerasymbol klickt, können Fotos zu Baudenkmalen aus dieser Liste hochgeladen werden:

Zurück zur Hauptliste
| Lage                                             | Bezeichnung                    | Beschreibung | ID       | Bild           |
| ------------------------------------------------ | ------------------------------ | --- | -------- | -------------- |
| Lange Straße 1 53° 8′ 36″ N, 8° 12′ 48″ O        | Wohn-/ Geschäftshaus           | Zweieinhalbgeschossiger Putzbau von fünf Achsen mit Drempel unter Walmdach. Mittig flacher Erker auf Konsolen, ins Dach ausgezogen und mit Segmentbogengiebel schließend. Im Erdgeschoss arkadenartige Rundbogenöffnungen und mittig Ladeneingang, im Obergeschoss Rundbogenfenster. Rechts zum Heiligengeistwall vier Achsen (in der rechten Eingang) und zweigeschossiger Anbau von fünf Achsen mit Ladeneinbau im Erdgeschoss, eigenem Eingang rechts und Zwerchgiebel mit Voluten. Putzgliederung: horizontale Fugen, gequaderte Kantenlisenen, geschossteilende Gesimse, im Erdgeschoss und Obergeschoss an der Hauptseite Halbsäulen, im Obergeschoss Brüstungsfelder, am Erker Pilaster und eingestellte Säulen, Bogenrahmungen. An der rechten Seite etwas vereinfacht. Erbaut 1872, Anbau 1873, Architekt: Gerhard Schnitger. | 37436146 | BW             |
| Lange Straße 2 53° 8′ 35″ N, 8° 12′ 48″ O        | Hotel                          | Eckhaus zum Heiligengeistwall (Rückseite zur Staulinie). Dreigeschossiger Backsteinbau mit Putzgliederung unter Walmdach. Zur Langen Straße sieben Achsen, die dritte und vierte von rechts als Risalit mit Zwerchgiebel, die linke nur im Erdgeschoss, Ecke in den Obergeschossen ausgespart. Zum Heiligengeistwall acht Achsen, die beiden rechten in den Obergeschossen zurückgesetzt, die dritte von rechts mit Zweierfenster und Turmaufsatz unter Zwiebelhaube mit Gaupen, ehemals mit Laterne. Erdgeschoss mit modern verändertem Ladeneinbau. Putzgliederung: geschossteilende Gesimse, Fensterrahmungen, im Obergeschoss Brüstungsfelder, Traufgesims mit Konsolfries, am Giebel Voluten. Erbaut 1890 durch Maurermeister Johann Heinrich Brandes als Hotel. | 37428588 | BW             |
| Lange Straße 3 53° 8′ 35″ N, 8° 12′ 49″ O        | Lappan                         | Quadratischer dreigeschossiger Turm aus Backstein unter welscher Haube mit achteckiger Laterne, bekrönt von Pyramidendach. Im Erdgeschoss auf der Westseite rundbogiger Eingang, darüber drei rechteckige Fenster und im dritten Geschoss Oculus. Auf der Südseite verschiedene überwiegend spitzbogige zugemauerte Öffnungen und zwei Fenster im dritten Geschoss. Im vierten und letzten Geschoss auf der Westseite zwei, auf den übrigen Seiten drei rechteckige Schallöffnungen. Rückwärtig etwas breiterer eingeschossiger Anbau, vier Achsen mit Schaufenstern unter Walmdach, darin unten Fenster und oben Schleppgaupe. Ehemals Turm der Kapelle des 1350 gegründeten Heiliggeistspitals, neu erbaut 1467–1468. 1529 städtisches Armenhaus. 1676 beim Stadtbrand zerstört ab 1678 wiederaufgebaut mit Wohnhaus. Turmhaube von 1709. 1909 restauriert. Wohnhaus wohl im 1. Viertel des 20. Jhs. erneuert. | 37428610 | Weitere Bilder |
| Lange Straße 6 53° 8′ 34″ N, 8° 12′ 49″ O        | Wohn-/ Geschäftshaus           | Eckhaus zur Gasse Lappan. Dreigeschossiger Backsteinbau von fünf Achsen mit Putzgliederung unter Mansardhalbwalmdach. Erdgeschoss mit modern verändertem Ladeneinbau. Mittlere Achse als zweigeschossiger Erker unter Pyramidenstumpfdach mit Giebelgaupe. Seitlich weitere Gaupen. Putzgliederung: geschossteilende Gesimse, im Erdgeschoss Fensterrahmungen, im Obergeschoss Balusterbrüstungen. Eiserne Erkerbekrönung. Erbaut 1894, Architekt: August Töbelmann. | 37428634 | BW             |
| Lange Straße 7 53° 8′ 34″ N, 8° 12′ 49″ O        | Wohn-/ Geschäftshaus           | Dreigeschossiger Putzbau von fünf Achsen unter Satteldach. Linke Achse breiter mit Zweierfenstern. Mittig geknickter Zwerchgiebel. Erdgeschoss mit modern verändertem Ladeneinbau. Sparsame Putzgliederung: geschossteilende Bänder, linke Achse mit Fensterrahmungen und Putzfeld um die Fenster. Erbaut wohl um 1910. | 37428656 | BW             |
| Lange Straße 8/9 53° 8′ 33″ N, 8° 12′ 49″ O      | Nationalbank (heute Volksbank) | Zweigeschossiger Werksteinbau von sieben Achsen über Sockelgeschoss unter zurückgesetztem Mansarddach. Eingang rechts, flankiert von Halbsäulen, unter Vordach. Mittig flacher Risalit von drei Achsen, darüber zwerchgiebelartiger Auszug. Werksteingliederung: Rustizierung des Sockels, Fensterrahmungen (im Erdgeschoss rundbogig mit Schlusssteinkartuschen), kolossale Halbsäulen am Risalit, hohes, z. T. um den Risalit verkröpftes Kranzgesims. Am Portal die Inschrift: „ERBAUT / 1908“. An den Halbsäulen oben Löwenkopfkapitelle und unten Reliefs mit allegorischen Figuren aus der Münzherstellung: „WÄGEN“, „SCHMELZEN“, „PRÄGEN“, „PRÜFEN“. In der Portallaibung allegorische Reliefs von „SÄEN“ und „ERNTEN“. Am Auszug Viktoria mit Ährenkränzen und den Wappen von Bremen und Oldenburg und zwei weitere allegorische Reliefs („SCHIFFFAHRT“ und „INDUSTRIE“). Innen in den Obergeschossen Teile der bauzeitlichen wandfesten Ausstattung erhalten. Erbaut 1908–1909, Architekten: Abbehusen & Blendermann. | 37428678 |                |
| Lange Straße 14 53° 8′ 32″ N, 8° 12′ 50″ O       | Wohn-/ Geschäftshaus           | Eckhaus zur Elisenstraße. Zweigeschossiger giebelständiger Fachwerkbau mit geschlämmter Backsteinfassade unter Satteldach. Wandständerbau mit Blendfassade. Im Erdgeschoss moderner Ladeneinbau. Dreiecksgiebel mit profilierter Rahmung. Links moderner Anbau. Im Kern kurz nach dem Stadtbrand 1676 erbaut, Fassade 1895. | 37428793 | BW             |
| Lange Straße 15 53° 8′ 32″ N, 8° 12′ 50″ O       | Wohn-/ Geschäftshaus           | Giebelständiger zweigeschossiger Putzbau von vier Achsen unter Schopfwalmdach. Erdgeschoss mit modern verändertem Ladeneinbau. Putzgliederung: horizontale Fugen, geschossteilende Gesimse, Fensterrahmungen und Ädikulen, im Giebel Bogenrahmungen, Pilaster und Gebälk. Erbaut 1863, Umbau 1873, Architekt: Gerhard Schnitger. | 37428820 | BW             |
| Lange Straße 16 53° 8′ 31″ N, 8° 12′ 50″ O       | Wohn-/ Geschäftshaus           | Giebelständiger zweieinhalbgeschossiger Putzbau von vier Achsen mit Drempel unter Schopfwalmdach. Rechteckige dreigeschossige Blendfassade (drittes Geschoss niedriger). Im Erdgeschoss modern veränderter Ladeneinbau. Putzgliederung: geschossteilende Gesimse, Kranzgesims mit Zahnschnitt, Fensterrahmungen, im 1. OG Brüstungsfelder und Ädikulen sowie Rustizierung der Kanten, im 2. OG Pilaster. Erbaut 1891, Architekt: Johann Diedrich Schelling. | 37428845 | BW             |
| Lange Straße 23 53° 8′ 29″ N, 8° 12′ 49″ O       | Wohn-/ Geschäftshaus           | Dreigeschossiger Putzbau von drei Achsen unter Halbwalmdach. Drittes Geschoss niedriger. Im Erdgeschoss modern veränderter Ladeneinbau. Putzgliederung: geschossteilende Gesimse, Kranzgesims mit Konsolen und Festons, Fensterrahmungen, im 1. OG horizontale Diamantbänder, im 2. Obergeschoss Pilaster und Blattgebinde. Erbaut 1801, Fassade 1879. | 37428869 | BW             |
| Lange Straße 25 53° 8′ 28″ N, 8° 12′ 49″ O       | Wohn-/ Geschäftshaus           | Giebelständiger zweigeschossiger Putzbau von fünf Achsen unter Satteldach. Im Erdgeschoss modern veränderter Ladeneinbau. Segmentbogenfenster. Putzgliederung: geschossteilende Gesimse, Fensterrahmungen. Erbaut 1863. | 37428891 |                |
| Lange Straße 26 / 26a 53° 8′ 28″ N, 8° 12′ 49″ O | Wohn-/ Geschäftshaus           | Zweieinhalbgeschossiger Putzbau von vier Achsen mit hohem Drempel unter halbem Halbwalmdach (linke Hälfte) bzw. Mansardwalmdach (rechte Hälfte). Im Erdgeschoss modern veränderte Ladeneinbauten. Im OG Rundbogenfenster. Putzgliederung: geschossteilende Gesimse, Kranzgesims mit Akanthusfries und Konsolfries, im Obergeschoss Brüstungsfelder, Bogenrahmungen mit Schlusssteinen und Kantenpilaster, im Drempelgeschoss Pilaster. Erbaut 1871 durch Zimmermeister Speer. | 37428913 | BW             |
| Lange Straße 33 53° 8′ 26″ N, 8° 12′ 47″ O       | Wohn-/ Geschäftshaus           | Viergeschossiger Putzbau von drei Achsen unter Walmdach. Im Erdgeschoss modern veränderter Ladeneinbau, ursprünglich auch das 1. Obergeschoss zum Laden (modern umgebaut). Putzgliederung: horizontale Fugen, geschossteilende Gesimse, Fensterrahmungen, im 2. OG mit Brüstungsfeldern und Pilastern, Gesims mit Rosettenfries und Konsolfries. Erbaut 1884, Architekt: Wedemeyer. | 37428078 | BW             |
| Lange Straße 34 53° 8′ 26″ N, 8° 12′ 47″ O       | Wohn-/ Geschäftshaus           | Traufständiger dreigeschossiger Backsteinbau mit Putzgliederung von vier Achsen unter Satteldach. Im Erdgeschoss modern veränderter Ladeneinbau. In den Obergeschossen mittlere zwei Achsen als flacher Erker, darüber Zwerchgiebel. Putzgliederung: Rustizierung der Kanten, Fensterrahmungen und Ädikulen in reichen barockisierenden Formen (mit Ranken, Voluten, Kartuschen, Engelskpöfen usw.), am Zwerchgiebel Pilaster. Erbaut 1895. | 37428100 | BW             |
| Lange Straße 35 53° 8′ 25″ N, 8° 12′ 47″ O       | Wohn-/ Geschäftshaus           | Viergeschossiger Putzbau von drei Achsen unter Walmdach. Im Erdgeschoss modern veränderter Ladeneinbau. 1. OG ebenfalls Teil des Ladens. 3. OG niedriger. Putzgliederung: gequaderte Kantenpilasater, geschossteilende Gesimse, im 2. und 3. OG Fensterrahmungen, im 2. Obergeschoss mit Brüstungsfeldern, Kranzgesims mit Rankenfries und Konsolfries. Erbaut 1880. | 37428122 | BW             |
| Lange Straße 36 53° 8′ 25″ N, 8° 12′ 47″ O       | Wohn-/ Geschäftshaus           | Eckhaus zur Schüttingstraße, ehemaliger Standort des Stadtschütting. Dreigeschossiger Putzbau von drei Achsen links zur Langen Straße, einer Achse an der schrägen Ecke und vier Achsen rechts zur Schüttingstraße, unter Walmdach. An der Schüttingstraße rechts Sandsteinportal in Backsteinfeld. Im Erdgeschoss modern veränderte Ladeneinbauten. Nachträglich stark reduzierte Putzgliederung: geschossteilendes Gesims über dem Erdgeschoss (frei rekonstruiert), Kranzgesims mit Spitzbogenfries auf Konsolen, darin ehemals kleine Spitzbogenfenster des Drempels (jetzt zugesetzt). Erbaut 1864, Entstuckierung vielleicht um 1910, Portal um 1750, vom Bankhaus Ballin (Lange Straße 51), 1970 hier eingefügt. | 37428144 | BW             |
| Lange Straße 37 53° 8′ 24″ N, 8° 12′ 47″ O       | Wohn-/ Geschäftshaus           | Eckhaus zur Schüttingstraße. Dreigeschossiger Backsteinbau mit Putzgliederung unter Halbwalmdach. Abgeschrägte Ecke, daran zweigeschossiger Erker von zwei Achsen mit Turmaufsatz im Dach unter Schweifhaube. Erdgeschoss mit modern veränderten Ladeneinbauten. Segmentbogenfenster, rechts zur Langen Straße vier Achsen, links zur Schüttingstraße zwei. Auf der rechten Seite zwei Gaupen unter Pyramidendächern. Putzgliederung: Sohlbänke auf Konsolen, an den Fensterlaibungen im Wechsel Rustizierung, am Erker Türstürze mit Eselsrückenbögen und Spitzbögen, zwischen den Geschossen Inschrifttafel, Traufgesims mit Konsolfries. Auf der Turmspitze eiserner Aufsatz. Erbaut 1891, Architekt: Ludwig Klingenberg. | 37428166 | BW             |
| Lange Straße 38 53° 8′ 24″ N, 8° 12′ 47″ O       | Wohn-/ Geschäftshaus           | Dreigeschossiger Putzbau von drei Achsen unter Walmdach. Erdgeschoss offen mit zwei originalen Eisensäulen, dahinter modern veränderter Ladeneinbau. Moderne Dachgaupe. Putzgliederung: geschossteilende Gesimse, im Erdgeschoss Kantenpilaster, Fensterrahmungen, im 1. OGBrüstungsfelder und Ädikulen, Traufgesims mit Rankenfries und Zahnschnitt. Erbaut 1884, Architekt: Heinrich Früstück. | 37428188 | BW             |
| Lange Straße 39 53° 8′ 24″ N, 8° 12′ 48″ O       | Geschäftshaus                  | Eckhaus zur Baumgartenstraße. Dreigeschossiger Putzbau mit zwei Achsen zur Langen Straße, abgeschrägter Ecke und drei Achsen zur Baumgartenstraße, unter Halbwalmdach. An der Baumgartenstraße mehrere Erweiterungen (siehe Baumgartenstraße 1–3). Im Erdgeschoss rundbogige Arkadenöffnungen und an der Ecke rundbogiges Portal. Putzgliederung: im Erdgeschoss Bogenrahmungen auf Halbsäulen (zur Baumgartenstraße Pilaster), in den Zwickeln Tondi, Portalrahmung mit abschließender Balustrade, im 1. Obergeschoss Putzquaderung, Fensterrahmungen mit Ädikulen (im 1. Obergeschoss mit Büsten in Tondi), Kranzgesims mit Konsolfries. Rechts vom Portal eisernes Wirtshausschild mit Schriftzug „Ernst Hoyer“, hängender Weintraube und geschmiedeten Voluten und Blättern. Erbaut 1872 als Handelshaus Hoyer, Architekt: Heinrich Früstück. | 37428211 | BW             |
| Lange Straße 41 53° 8′ 23″ N, 8° 12′ 48″ O       | Wohn-/ Geschäftshaus           | Zweieinhalbgeschossiger Putzbau von vier Achsen mit Drempel unter Halbwalmdach. Erdgeschoss mit modern verändertem Ladeneinbau. In den Obergeschossen Rundbogenfenster. Putzgliederung: Gesims zwischen Erdgeschoss und 1. Obergeschoss, Kranzgesims mit Drempelfenstern zwischen Festons und Konsolfries, horizontale Fugen, Fensterrahmungen, im 1. OG Brüstungsfelder und Ädikulen. Erbaut 1883, Architekt: Wempe. | 37427398 | BW             |
| Lange Straße 45 53° 8′ 22″ N, 8° 12′ 49″ O       | Wohn-/ Geschäftshaus           | Zweigeschossiger Putzbau von drei Achsen unter Halbwalmdach mit dreigeschossiger rechteckiger Blendfassade. Im Erdgeschoss Ladeneinbau mit holzgerahmten Schaufenstern und zurückgesetztem mittigen Eingang, darüber Schriftzug „Ernst Völker“. Fenster im 2. Obergeschoss rundbogig. Platten über dem Erdgeschoss, als Sohlbänke und als oberer Abschluss, Fassade ansonsten ungegliedert. Erbaut 1878, Architekt: August Töbelmann, 1904 Ladeneinbau, Fassade 1950 „purifiziert“ (Architekt: Wedemeyer), dabei Schriftzug angebracht, 2006 Umbau. | 37452023 | BW             |
| Lange Straße 46 53° 8′ 22″ N, 8° 12′ 50″ O       | Gewölbekeller                  | Tonnengewölbter Keller unter dem ehemaligen, 1992 gem. § 7 NDSchG abgebrochenen Rückgebäude aus Fachwerk, in den Um-/Neubau des Wohn-/Geschäftshauses einbezogen. Erbaut wohl nach dem Stadtbrand 1677–1678. | 37475557 | BW             |
| Lange Straße 49 53° 8′ 22″ N, 8° 12′ 49″ O       | Wohn-/ Geschäftshaus           | Traufständiger dreieinhalbgeschossiger Putzbau von vier Achsen mit Drempel unter Satteldach. EG mit modern verändertem Ladeneinbau. Putzgliederung: geschossteilende Gesimse, Putzquaderung, Fensterrahmungen, Brüstungsfelder und Ädikulen, im Drempel Pilaster, Kranzgesims mit Konsolfries. Erbaut 1886, Architekt August Töbelmann. | 37427354 | BW             |
| Lange Straße 50 53° 8′ 22″ N, 8° 12′ 48″ O       | Wohn-/ Geschäftshaus           | Traufständiger dreieinhalbgeschossiger Putzbau von vier Achsen mit Drempel unter Satteldach. EG mit Eingang links und Ladeneinbau rechts, mit originaler Eisensäule. Im 1. OG Segmentbogenfenster, im 2. OG Rundbogenfenster. Putzgliederung: gequaderte Kantenpilaster (im EG im Wechsel rustiziert und diamantiert), in den OG auch mittig, Fensterrahmungen, Brüstungsfelder und Pilaslelr, Traufgesims mit Konsolfries. Erbaut 1886. | 37427376 | BW             |
| Lange Straße 53 53° 8′ 22″ N, 8° 12′ 47″ O       | Wohn-/ Geschäftshaus           | Eckhaus zur Bergstraße. Dreigeschossiger Backsteinbau mit Putzgliederung unter Mansardhalbwalmdach. Links zur Langen Straße vier Achsen. Abgeschrägte Ecke mit zweigeschossigen Erker, darauf achteckiger Turmaufsatz. Rechts zur Bergstraße fensterloses Feld, dann sieben Achsen. Im Erdgeschoss an der Lange Straße und der Ecke modern veränderter Ladeneinbau. Eingang an der Bergstraße rechts. Im 2. OG Segmentbogenfenster. Zur Lange Straße Walmgaupe, zur Bergstraße moderne Dachterrasse. Putzgliederung: im Erdgeschoss horizontale Fugen, geschossteilende Gesimse, verkröpftes Kranzgesims mit Konsolfries, Fensterrahmungen, im 1. Obergeschoss Ädikulen, z. T. mit Büsten in Dreiecksgiebeln und zur Lange Straße zwei Halbsäulen, am Erker Pilaster. Erbaut 1895, Architekt: P. Zimmer. | 37427420 | BW             |
| Lange Straße 54 53° 8′ 23″ N, 8° 12′ 47″ O       | Wohn-/ Geschäftshaus           | Eckhaus zur Bergstraße. Dreigeschossiger Putzbau von drei Achsen unter Halbwalmdach. Links zur Bergstraße sieben Achsen, in der zweiten von links Eingang, in den linken drei Achsen 2. OG etwas niedriger. Verrundete Ecke. Im Erdgeschoss an der Lange Straße und an der Ecke z. T. modern veränderter Ladeneinbau mit einer bauzeitlichen Eisenstütze zur Bergstraße. Putzgliederung: Quaderung, im Erdgeschoss im Wechsel als Diamantierung, geschossteilende Gesimse, Fensterrahmungen mit Ädikulen und im Erdgeschoss Brüstungsfeldern mit Konsolen, Putzfelder mit Ohren an der Ecke, Kranzgesims mit Konsolfries. Erbaut 1876, Architekt: Gerhard Schnitger. | 37427442 | BW             |
| Lange Straße 55 53° 8′ 23″ N, 8° 12′ 47″ O       | Wohn-/ Geschäftshaus           | Dreigeschossiger Backsteinbau mit Putzgliederung von drei Achsen unter Mansarddach. Im Erdgeschoss Eingang links und modern veränderter Ladeneinbau. Im 1. OG links polygonaler Erker. Zwerchhaus von zwei Achsen unter Schleppdach. Putzgliederung: horizontale Fugen am Erdgeschoss, geschossteilende Gesimse, Fensterrahmungen, Traufgesims mit Konsolen, am Zwerchhaus Balusterbrüstungen. Erbaut 1903 durch Maurermeister Johann Heinrich Brandes. | 37427464 | BW             |
| Lange Straße 57 53° 8′ 24″ N, 8° 12′ 47″ O       | Wohn-/ Geschäftshaus           | Dreigeschossiger Putzbau von vier Achsen unter Mansardwalmdach. Im Erdgeschoss modern veränderter Ladeneinbau und mittiger Eingang mit Gußeisenrahmung, daran Pilaster, Rundbogen auf Konsolen und Schlussstein mit Büste. Putzgliederung: Gesims über dem Erdgeschoss, Fensterrahmungen, Ädikulen, im ersten Obergeschoss Brüstungsfelder, Kranzgesims mit Rankenfries und Konsolfries. Erbaut 1874 durch Zimmermeister W. Meyer. | 37428236 | BW             |
| Lange Straße 58 53° 8′ 24″ N, 8° 12′ 46″ O       | Wohn-/ Geschäftshaus           | Dreigeschossiger Backsteinbau mit Putzgliederung von fünf Achsen unter Walmdach. Erdgeschoss mit modern verändertem Ladeneinbau. Im 2. OG Rundbogenfenster und mittig erkerartiger Balkon mit Säulen und verkröpfter Traufe, darüber Zwerchhaus unter Pyramidendach. Seitlich je eine Gaupe unter Pyramidendach. Putzgliederung: i im 1. OG Fensterrahmungen und Hermenpilaster, an den Kanten und Fensterbögen im Wechsel Rustizierung, Konsolfries unter der Traufe. Erbaut 1891. | 37428258 | BW             |
| Lange Straße 59 53° 8′ 24″ N, 8° 12′ 46″ O       | Wohn-/ Geschäftshaus           | Eckhaus zur Gaststraße. Dreigeschossiger Putzbau von zwei Achsen unter Halbwalmdach. Abgeschrägte Ecke mit Erker im 1. OG unter Balkon, rechts zur Gaststraße fünf Achsen. Im Erdgeschoss modern veränderte Ladeneinbauten, zur Gaststraße rechts Eingang. Im 1. OG Rundbogenfenster. im 2. OG Segmentbogenfenster. An der Gsatstraße ganz rechts Zwerchhaus unter Satteldach. Putzgliederung: geschossteilende Gesimse, Fensterrahmungen, im 1. OG horizontale Fugen und Kantenpilaster. Unter der Traufe gemalter Rankenfries und Jahreszahl „1880“. Erbaut 1880. | 37427288 | BW             |
| Lange Straße 60 53° 8′ 25″ N, 8° 12′ 46″ O       | Wohn-/ Geschäftshaus           | Eckhaus zur Gaststraße. Dreigeschossiger Putzbau von zwei Achsen unter Walmdach. Abgeschrägte Ecke und links zur Gaststraße vier Achsen. Erdgeschoss mit modern verändertem Ladeneinbau. Im 2. OG Rundbogenfenster. Putzgliederung: geschossteilende Gesimse, Fensterrahmungen, im 1. OG Ädikkulen, im Erdgeschoss und 1. OG gequaderte Kantenlisenen, im 2. OG kannelierte Pilaster, Kranzgesims mit Palmettenfries und Konsolfries. Erbaut 1870, Architekt: Klingenberg. | 37427310 | BW             |
| Lange Straße 61 53° 8′ 25″ N, 8° 12′ 46″ O       | Wohnhaus                       | Zweigeschossiger giebelständiger verputzter Fachwerkbau von drei Achsen unter Satteldach. Straßenfassade und Ladeneinbau modern. Wandständerbau in Geschossbauweise mit Ankerbalkengefüge, Kehlbalkendach. Reste von floralen Deckenmalereien. Vorderhaus und weniger breites Hinterhaus einheitlich, ursprünglicher Straßengiebel zerstört (zwischenzeitlich abgewalmt). Hinterhaus unterkellert. Erbaut 1678 (dendrochronologische Datierung), Fassade 1995. | 37450470 | BW             |
| Lange Straße 62 53° 8′ 25″ N, 8° 12′ 46″ O       | Wohn-/ Geschäftshaus           | Eckhaus zur Haarenstraße. Dreigeschossiger Werksteinbau unter Mansardhalbwalmdach. Durchgehende verrundete Fassade, davon links an der Langen Straße drei Achsen, eine Achse an der Rundung, rechts an der Haarenstraße sieben Achsen. Erdgeschoss mit modern verändertem Ladeneinbau. Werksteingliederung: Gesims über dem Erdgeschoss, in den OG kolossale Halbsäulen und um die Fenster kolossale Blendarkaden, darin zwischen den Fenstern beider Geschosse geknickte Brüstungen und kleine Reliefs mit Weintrauben und Palmetten / Voluten, in den Bogenfeldern kleine Palmettenreliefs, unter der Traufe stilisierter Blattfries. Erbaut 1882, Architekt Ludwig Freese, Umbau 1903 und Fassade 1910, Architekt: Fritz Hegeler. | 37427332 | BW             |
| Lange Straße 70 53° 8′ 27″ N, 8° 12′ 47″ O       | Wohn-/ Geschäftshaus           | Zweigeschossiger Putzbau von zwei Achsen unter Mansardhalbwalmdach. Im Erdgeschoss modern veränderter Ladeneinbau. Zwerchhaus unter Satteldach. Putzgliederung: geschossteilendes Gesims, Traufgesims, Putzquaderung, Fensterrahmen, am Zwerchhaus Pilaster und Gebälk. Erbaut 1839, Fassade und Dachausbau 1907. | 37427584 | BW             |
| Lange Straße 71 53° 8′ 28″ N, 8° 12′ 47″ O       | Wohn-/ Geschäftshaus           | Dreigeschossiger traufständiger Backsteinbau von vier Achsen unter Satteldach (rückwärtiger Teil unter Flachdach). Erdgeschoss mit modern verändertem Ladeneinbau. In der zweiten Achse von rechts zweigeschossiger Erker. Mittig Zwerchgiebel als Treppengiebel mit Voluten unter Satteldach. Brandwände mit Treppengiebeln. Jüngere Schleppgaupen. Werksteingliederung: Kanenquaderung, Fensterrahmungen und Rahmungen der Brüstiungsfelder mit Stabwerk, im 2. Obergeschoss Vorhangbögen an den Fenstern, über dem Erdgeschoss, an der Traufe und im Zwerchgiebel Gesimse. Erbaut 1907, Architekt: Ed. Bartels. | 37427606 | BW             |
| Lange Straße 76 53° 8′ 29″ N, 8° 12′ 48″ O       | Gasthaus Graf Anton Günther    | Eckhaus zur Kurwickstraße. Giebelständiger dreigeschossiger Backsteinbau unter Satteldach. Eingang mittig mit Segmentbogen unter Korbbogen. Rechts zweigeschossiger polygonale Auslucht aus Sandstein. 1. OG als niedrigeres Zwischengeschoss, Fenster links unter überfangendem Segmentbogen. Im 2. OG Rundbogenfenster. Werksteingliederung: An den Kanten und neben dem Portal im Wechsel Diamantquader und ornamentierte Quader, über dem Portal Puttenrelief und Puttenkopf, Jahreszahl „1672“, an der Auslucht Rokokodekor, über dem 3. OG mittig mit Reliefs von Voluten, geflügeltem Puttenkopf und Muscheln gerahmte Inschrifttafel „GRAF.ANTON.GVENTHER“, Giebel auskragend über Volutenkonsolen und mit Obelisken besetzt. An der rechten Seite zur Kurwickstraße breites Feld mit Wandbild Graf Anton Günthers zu Pferd (1894 von August Oetken), rechts vier Achsen (die unteren beiden Geschosse zusammengefasst), darüber Zwerchhaus unter Walmdach und Walmgaupen und schließlich ein etwas niedrigerer Anbau von weiteren sechs Achsen mit Eingang. Erbaut zwischen 1679 und 1682, Auslucht Mitte 18. Jh., Giebel und Umbau 1894, Architekt: Ludwig Klingenberg. | 37427513 | BW             |
| Lange Straße 77 53° 8′ 30″ N, 8° 12′ 48″ O       | Wohnhaus                       | Eckhaus zur Kurwickstraße. Giebelständiger zweigeschossiger Backsteinbau von fünf Achsen unter Halbwalmdach. Im Erdgeschoss mittig Rundbogenportal, links zwei Fenster und rechts breites korbbogiges Fenster. Giebel dreigeschossig. Links zur Kurwickstraße Wandfeld ohne Fenster, darüber kleines Zwerchhaus unter Satteldach, und links vier Achsen. Werksteingliederung: an den Kanten und am Portal im Wechsel ornamentierte Quader (am Portal z. T. diamantiert), Löwenkopfschlussstein über dem Portal, am Giebelfuß Konsolen mit Inschrift „ANNO 1677“, am Giebelfuß und an der Giebelspitze Kugeln, im Giebel geschossteilende Gesimse. Erbaut 1676, seit 1767 Apotheke, zu diesem Zeitpunkt (Fenster) und 1927 (Korbbogenfenster im Erdgeschoss) umgebaut. | 37427537 | BW             |
| Lange Straße 78 53° 8′ 30″ N, 8° 12′ 48″ O       | Wohn-/ Geschäftshaus           | Dreigeschossiger Putzbau von drei Achsen unter Pyramidendach. Im Erdgeschoss modern veränderter Ladeneinbau. Putzgliederung: Quaderung, Fensterrahmungen, im 1. Obergeschoss Halbsäulen und Ädikulen, Kranzgesims mit Rankenfries und Konsolfries. Erbaut 1800, stark umgebaut 1870, Architekt: Heinrich Früstück. | 37427562 | BW             |
| Lange Straße 85 53° 8′ 33″ N, 8° 12′ 47″ O       | Wohnhaus                       | Verputzter giebelständiger Backsteinbau von zwei Geschossen und fünf Achsen unter Schopfwalmdach. Obergeschoss niedriger. Bauzeitliche Fenster und Maueranker. Erbaut unmittelbar nach 1676 (dendrochronologische Datierung). 2016 entkernt, neue Geschossdecken eingezogen und Ladeneinbau von 1960 ersetzt. | 37428701 | BW             |
| Lange Straße 86 53° 8′ 33″ N, 8° 12′ 47″ O       | Wohn-/ Geschäftshaus           | Zweieinhalbgeschossiger Putzbau von drei Achsen mit Drempelgeschoss unter Halbwalmdach. Erdgeschoss mit modern verändertem Ladeneinbau. Im Obergeschoss Rundbogenfenster. Putzgliederung: horizontale Fugen, geschossteilende Gesimse, Fensterrahmungen, im Drempelgeschoss Pilaster, Traufgesims mit Zahnschnitt. Erbaut 1872, Architekt: Heinrich Früstück. | 37428723 | BW             |
| Lange Straße 87 53° 8′ 33″ N, 8° 12′ 47″ O       | Wohn-/ Geschäftshaus           | Zweieinhalbgeschossiger Putzbau von vier Achsen mit Drempelgeschoss unter Halbwalmdach. Im Erdgeschoss modern veränderter Ladeneinbau. Putzgliederung: Quaderung, geschossteilende Gesimse, Fensterrahmungen, am Drempelgeschoss Hermenpilaster und Putzfelder mit Ohren, Kranzgesims mit Konsolen und Zahnschnitt. Erbaut 1883, Architekt: Schöttler. | 37428745 | BW             |
| Lange Straße 88 53° 8′ 34″ N, 8° 12′ 47″ O       | Wohnhaus                       | | 37450831 | BW             |
| Lange Straße 89 53° 8′ 34″ N, 8° 12′ 47″ O       | Wohnhaus                       | Eckhaus zur Wallstraße. Giebelständiger reigeschossiger Backsteinbau von fünf Achsen unter Satteldach. Mittig Rundbogenportal. Rechts und an der Wallstraße moderner Ladeneinbau. Links jüngere zweigeschossige verputzte Auslucht. Giebel dreigeschossig. Werksteingliederung: Diamantquader und Löwenkopfquader an einem Entlastungsbogen im 1. Obergeschoss, Konsolen am Giebelfuß, geschossteilende Gesimse am Giebel, Kugelaufsätze am Giebel. Langgestreckte Traufseite zur Wallstraße mit unregelmäßiger Fensterverteilung, am Anfang Putzfeld mit Fenster entsprechend der Auslucht. Erbaut 1684, Ausluchten um 1920, Architekten: Sandeck & Fichtner, die rechte 1954 entfernt. | 37428767 | BW             |
| Lange Straße 90 53° 8′ 35″ N, 8° 12′ 47″ O       | Wohn-/ Geschäftshaus           | Eckhaus zum Heiligengeistwall. Dreigeschossiger traufständiger Putzbau von fünf Achsen unter Satteldach. Mittig flacher Risalit von drei Achsen. Rechts zum Heiligengeistwall drei Achsen und Schweifgiebel. Im Erdgeschoss modern veränderter Ladeneinbau. Putzgliederung: geschossteilende Gesimse, in den OG kolossale Pilaster, an den Kanten stilisiert, ansonsten mit Kapitellen, unter dem Giebel gedoppelt, in den Lünetten des 1. Obergeschosses kleine florale Reliefs, auf dem Giebel Kugelaufsätze. Erbaut 1802, Umbau des Erdgeschosses 1908, Fassadengestaltung einschließlich des Hauses Heiligengeistwall 1 1923, Architekt: E. Bruns. | 38882779 | BW             |
| Lange Straße 90 53° 8′ 34″ N, 8° 12′ 47″ O       | Grand Café                     | Zweigeschossiger Putzbau mit reichem Dekor unter Walmdach an der Ecke zur Wallstraße. Im Kern Gebäude von 1802, 1879 Umbau. | 37428053 |                |
| Lange Straße 91 53° 8′ 36″ N, 8° 12′ 46″ O       | Wohn-/ Geschäftshaus           | Eckhaus zum Heiligengeistwall. Dreigeschossiger Putzbau von drei Achsen unter Mansardwalmdach. Ecke abgeschrägt, links zum Heiligengeistwall fünf Achsen, in deren linken Eingang. Erdgeschoss mit modern verändertem Ladeneinbau. Im 1. OG zur Lange Straße und in den ersten beiden Achsen zum Heiligengeistwall große Rundbogenfenster, darüber dreiteilige Fenster, ansonsten zweiteilige Fenster. Putzgliederung: Gesimse über dem Erdgeschoss und unter der Traufe, stilisierte kolossale Pilaster, gerahmte Wandfelder um jeweils zwei Fenster übereinander, Lisenen, Diamantquader an den Fensterbögen des 1. OG. Erbaut 1869 anstelle des abgebrochenen westlichen Torhauses, 1916 aufgestockt und Umbau. | 37451006 | BW             |